# Jordi Condom Aulí
Jordi Condom Aulí (Palamós, 29 juni 1969) is een Spaans voetbalcoach en voormalig voetballer.

## Carrière

### Spanje
Jordi Condom was een middenvelder. Van 1985 tot 1986 was hij aangesloten bij La Masía, het opleidingscentrum van FC Barcelona. Condom brak niet door bij Barcelona. Hij voetbalde in de jaren 1990 in de Segunda División A en Segunda División B voor de clubs Palamós CF en UE Figueres. In 2003 zette hij een punt achter zijn spelerscarrière.
In 2002 ging de Catalaan aan de slag als jeugdtrainer bij FC Barcelona. Hij trainde er verscheidene seizoenen de selectie onder 17 jaar. Tussendoor was hij ook verscheidene keren hoofdcoach bij zijn ex-club Palamós.

### KAS Eupen
In 2012 verhuisde hij naar België, waar hij bij toenmalige tweedeklasser KAS Eupen de assistent werd van Tintín Márquez. Op 31 maart 2015 volgde hij Márquez op als hoofdcoach. Onder leiding van Condom werd KAS Eupen in het seizoen 2015/16 vicekampioen. Omdat kampioen WS Brussel dat seizoen geen licentie kreeg, promoveerde hij met Eupen naar de hoogste afdeling. In november 2017 werd Condom bij Eupen ontslagen en opgevolgd door Claude Makélélé.

### KSV Roeselare & Al-Arabi
In januari 2018 volgde Condom Dennis van Wijk op als hoofdcoach bij KSV Roeselare. Daar werd hij in november 2018 ontslagen. Een maand later werd hij de assistent van de IJslander Heimir Hallgrímsson bij Al-Arabi.

### KAS Eupen (II)
In april 2020 haalde Eupen Condom terug binnen als sportdirecteur. De club stond toen op een keerpunt: de club diende voordien als springplank om de grootste talenten uit de Aspire Academy hun eerste stappen in Europa te laten zetten, maar na de stopzetting van het project werden de ambities verschoven naar het halen van een top achtpositie. Condom slaagde er dankzij enkele kennissen uit zijn tijd bij Barcelona in om Adriano Correia Claro naar het Kehrwegstadion te lokken, en ook ex-Jupiler Pro League-sterkhouder Víctor Vázquez tekende bij de Oostkantonners. Voor Smail Prevljak, Edo Kayembe, Jordi Amat, Stef Peeters, Mamadou Koné en Emmanuel Agbadou betaalde Eupen in de zomer van 2020 opgeteld zo'n 5,5 miljoen euro. Dit ging echter niet gepaard met het verhoopte sportieve succes: Eupen haalde in de Beker van België wel voor de tweede keer in de clubgeschiedenis de halve finale, maar in de competitie eindigde de club slechts twaalfde.

### RFC Seraing
In mei 2021 werd Condom de nieuwe trainer van RFC Seraing, dat onder Emilio Ferrera naar de Jupiler Pro League was gepromoveerd. Seraing begon wisselvallig aan het seizoen: na zes competitiespeeldagen had de club drie keer gewonnen en drie keer verloren. De Luikenaars zouden onder Condom nooit meer hoger staan dan de negende plaats waarop de club na zes speeldagen stond, en na de 0-2-nederlaag tegen KV Kortrijk op de 20e speeldag zakte de club zelfs naar de voorlaatste plaats. Na de competitiewedstrijd tegen KV Mechelen (2-0-verlies) op 27 december 2021 – de laatste officiële wedstrijd van het kalenderjaar – raakte bekend dat Condom en Seraing met onmiddellijke ingang uit elkaar gingen. "Een kok heeft goede ingrediënten nodig om een goed gerecht te maken. Maar die ingrediënten waren er niet bij Seraing", liet Condom toen optekenen. Er raakte toen eveneens bekend dat Condom in september aanvankelijk zijn ontslag wilde geven om zijn zieke dochter bij te staan in Spanje.

### Waasland-Beveren
In januari 2022 werd Condom sportief directeur bij Waasland Beveren. Toen trainer Marc Schneider een kleine twee maanden later ontslagen werd, nam Condom tot het einde van het seizoen over. Waasland-Beveren stond op dat moment derde in Eerste klasse B, op vijf punten van de tweede plaats die recht gaf op barragewedstrijden voor promotie.
1 Reus ·
4 Bateau ·
5 Luiz ·
6 Dicke ·
7 Kerrigan ·
8 Servais ·
9 Ola-Adebomi ·
10 Limbombe ·
11 Michiwaki ·
13 Khatir ·
15 Wuytens ·
16 Deman ·
18 Dewaele ·
20 Dassy ·
21 Jans ·
23 Fall ·
24 Moustapha ·
30 Corryn ·
32 Filipovic ·
34 Abrahams ·
43 Coopman ·
77 Ertürk ·
78 Van Hecke ·
84 Lusamba ·
92 Mertens ·
Brüls ·
Coach: Reedijk